# Valentin Madouas
Valentin Madouas (Brest, 12 de julho de 1996) é um ciclista profissional francês que atualmente corre para a equipa Groupama-FDJ.

## Palmarés
- 2018
  - Paris-Bourges[2]

- 2021
  - Polynormande

## Resultados em Grandes Voltas e Campeonatos do Mundo
| Corrida            | Corrida            | 2018 | 2019 | 2020 | 2021 |
| ------------------ | ------------------ | ---- | ---- | ---- | ---- |
|                    | Giro d'Italia      | —    | 13.º | —    | —    |
|                    | Tour de France     | —    | —    | 27.º | 42.º |
|                    | Volta a Espanha    | —    | —    | —    | —    |
| Mundial em Estrada | Mundial em Estrada | —    | —    | 34.º | 13.º |

—: não participa

Ab.: abandono

## Equipas
- Bretagne-Séché Environnement stagiaire (08.2015-12.2015)
- FDJ stagiaire (08.2017-12.2017)
- FDJ (2018-)
  - FDJ (2018)
  - Groupama-FDJ (2018-)